# 714 pr. n. št.

## Smrti
- Pije, nubijski kralj, ustanovitelj Petindvajsete egipčanske dinastije (* ni znano)